# Paroecus simplicipes
Paroecus simplicipes is een vliegensoort uit de familie van de Lauxaniidae. De wetenschappelijke naam van de soort is voor het eerst geldig gepubliceerd in 1991 door Yarom.